# Fan Ye (historien)
Pour les articles homonymes, voir Fan Ye.
Dans ce nom, le nom de famille, Fan, précède le nom personnel.
Fan Ye (范曄) né en 398 et mort en 445, est un écrivain chinois, auteur du Livre des Han postérieurs.

## Biographie
Fan Ye est né de famille noble habituée aux affaires d'état: son grand-père, Fan Ning fut l'auteur ce qui allait devenir le Guliang zhuan ; son oncle, Fan Hongzhi (范弘之) était un savant à l'Académie Impériale sous la dynastie Jin et son père, Fan Tai 范泰 (355-428), s'éleva au rang de "général des chars et de la cavalerie" (ju qi jiangjun 車騎將軍).
Fan Ye possédait un caractère fort et quelque peu hautain. Il n'hésitait pas à critiquer les travaux de ses prédécesseurs comme Ban Gu, auteur des Annales des Han et de s'instaurer comme « fondateur d'un style nouveau » du point de vue de la forme. Ainsi, le Livre des Han postérieurs se distingue des Histoires par un style littéraire qui lui est propre. L'intérêt de son ouvrage tient du fait que Fan Ye le compila au moment où aucune autre source n'était disponible. Il prit donc comme base vingt histoires antérieures dont les Mémoires des Han du Pavillon de l'Est. 
| Dates des règnes             | Lien de parenté         | Fonctions                  |                                          |
| ---------------------------- | ----------------------- | -------------------------- | ---------------------------------------- |
| Fan Gui范晷                  | Xi Jin 西晉(265-316)    | Arrière arrière-grand-père | gouverneur de la préfecture de Yong 雍州 |
| Fan Wang 范汪（env.308~372） | Dong Jin 東晉 (317-420) | Arrière-grand-père         | à compléter                              |
| Fan Ning 范寧 (339-401)      | Dong Jin 東晉 (317-420) | Grand-père                 | préfet de la commanderie de Yùzhāng 豫章 |
| Fan Tai范泰                  | à compléter             | père                       | à compléter                              |

## Sources
- Egan, Ronald C. "The Prose Style of Fan Yeh" in Harvard Journal of Asiatic Studies, Vol.39, No.2. (décembre 1979), p. 339-340 (note de bas de page)
- Twitchett, Denis et Loewe Michael (éd.).The Cambridge History od China: The Ch'in and Han Empire, 221 B.C. -A.D. 220, vol.1, Cambridge University Press: Londres, New York [etc.], p.224 (note de pas de page no.3)